# Engblomme (slægt)
Engblomme (Trollius) er en slægt af stauder, som er udbredt med 9 arter i alle de køligt-tempererede egne på den nordlige halvkugle. Det er hårløse planter med en grundstillet bladroset, dybt snitdelte blade og endestillede blomsterstande á 1-3 kompakte blomster. Frugterne er bælgfrugter, som hver har et lille næb. Her omtales kun de arter, som er vildtvoksende i Danmark, eller som dyrkes her.
| Arter |

- Amurengblomme (Trollius ledebourii)
- Asiatisk engblomme (Trollius asiaticus)
- Dværgengblomme (Trollius pumilus)
- Engblomme (Trollius europaeus)
- Kinesisk engblomme (Trollius chinensis)
- Yunnanengblomme (Trollius yunnanensis)

## Note
1. ↑  Jf. Germplasm Resources Information Network (GRIN): Godkendte navne på Trollius-arter Arkiveret 15. oktober 2004 hos  Wayback Machine